# Povelja Europske unije o temeljnim pravima
Povelja Europske unije o temeljnim pravima - PTP (engl. Charter of Fundamental Rights of the European Union - CFR; fr. Charte des droits fondamentaux de l'Union européenne - CDF) je akt Europske unije donijet u redovnom zakonodavnom postupku u svrhu svrhu jačanja "zaštite temeljnih prava u svjetlu promjena u društvu, društvenog napretka te znanstvenog i tehnološkog razvoja".
U njoj se deklarira da se Europska unija "temelji na nedjeljivim, univerzalnim vrijednostima ljudskog dostojanstva, slobode, jednakosti i solidarnosti ... na načelima demokracije i vladavine prava. Ona pojedinca postavlja u središte svojeg djelovanja uspostavom građanstva Unije i stvaranjem područja slobode, sigurnosti i pravde".
Odredbe Povelje obvezuju institucije, tijela, urede i agencije Unije, a odnose se na države članice samo kada provode pravo Unije (čl. 51.).
Povelja sadrži katalog temeljnih ljudskih prava i sloboda, koje su izložene u 50 članaka.
Povelja osobito propisuje da se državljane država članica Europske unije ne smije po bilo kojoj osnovi diskriminirati u drugim članicama EU.

## Više informacija
- Ljudska prava
- Temeljna ljudska prava
- Europski sud za ljudska prava
- Povelja o temeljnim pravima Europske unije
- Europska socijalna povelja
- Europska povelja o regionalnim ili manjinskim jezicima
- Ljudska prava
- Međunarodno ljudsko pravo
- Vijeće Europe
- Opća deklaracija o pravima čovjeka
- Afrička konvencija o ljudskim pravima
- Američka konvencija o ljudskim pravima
- Međunarodni instrumenti za zaštitu ljudskih prava

## Vanjske poveznice
- integralni tekst Povelje Europske unije o temeljnim pravima, na službenim stranicama EU